# Regin

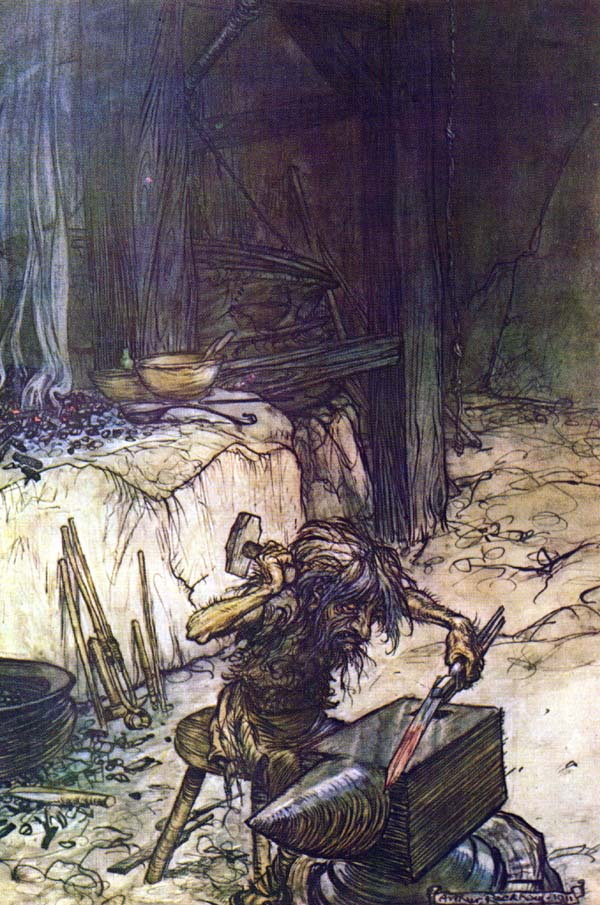
Regin por Arthur Rackham.

En la mitología nórdica, Regin (o Reginn) era el hijo de Hreidmar y padre adoptivo de Sigurd. Éste tenía toda la sabiduría y la destreza con su mano. Construyó una casa de resplandeciente oro y brillantes gemas para su padre. Regin y su hermano, Fafner, mataron a Hreidmar por el oro maldito que este último había recibido de los dioses luego de que Loki matara a su otro hijo, también hermano de Regin, Ódder. Fafner, sin embargo, se transformó en un dragón y se retiró al Brezal de Gnita porque quería quedarse todo el oro para él solo (los dragones frecuentemente simbolizan la codicia en el folclore europeo). De esta manera alejó a Regin del oro y del anillo Andvarinaut y este último tuvo que vivir entre los hombres. Él les enseñó a los hombres a sembrar, cosechar, trabajar los metales, navegar por los mares, domar caballos, construir casas y trabajar las telas. Regin tomó a Sigurd como hijo adoptivo y le mandó a recuperar el tesoro.
Regin forjó una maravillosa espada para Sigurd, pero rápidamente se rompió. Sigurd encontró entonces la espada rota de su padre (Sigmund), Gram, y la hizo reparar y reforjar por Regin y la usó para matar a Fafner. Luego de beber la sangre del dragón, adquirió sabiduría, ya que Fafner podía hablar con las aves, y éstas le dijeron que Regin le mataría una vez que consiguiera el tesoro, por lo cual Sigfrido le decapitó y se quedó con el oro.
Esta historia, tal como se cuenta en las Eddas islandesas, se refleja con bastante fidelidad en la ópera Sigfrido ("Siegfried") del ciclo Der Ring des Nibelungen ("El anillo del nibelungo") de Richard Wagner. En esta obra, sin embargo, Regin es un enano llamado Mime, hermano del nibelungo Alberich (equivalente al nórdico Andvari). En la ópera Das Rheingold ("El oro del Rin") se cuenta la esclavitud de Mime, quien trabaja como herrero para su hermano Alberich. En la ópera Sigfrido se cuenta la aventura de Mime, Sigurd y el dragón Fáfnir.
La Thidrekssaga noruega (Þiðrekssaga o Þiðriks saga af Bern) relata una historia un poco diferente, con Regin como el dragón y Mimir como su hermano y padre adoptivo de Sigurd. De allí el nombre de Mime usado por Richard Wagner para el herrero que reforja la espada de Sigurd.
- Datos: Q1502974